# Лішія
Лішія (італ. Liscia) — муніципалітет в Італії, у регіоні Абруццо, провінція К'єті.
Лішія розташована на відстані близько 175 км на схід від Рима, 110 км на південний схід від Л'Аквіли, 60 км на південний схід від К'єті.
Населення — 708 осіб (2014).

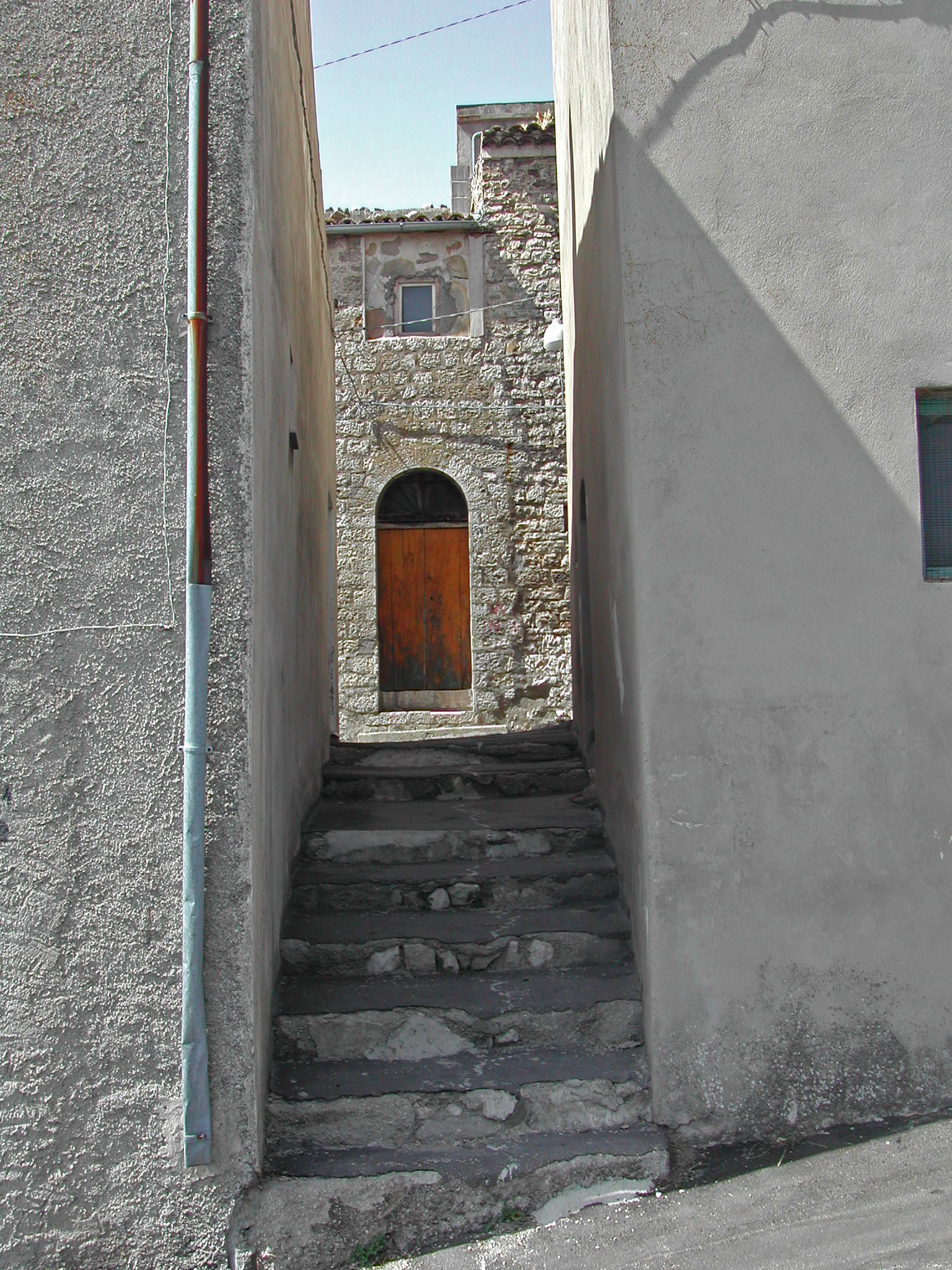

Щорічний фестиваль відбувається 29 вересня 8 травня. Покровитель — святий Архангел Михаїл.

## Демографія
Населення за роками:

Станом на 1 січня 2023 року в муніципалітеті офіційно проживало 19 іноземців з 8 країн, серед них 11 громадян країн Євросоюзу та 2 громадяни України.

## Сусідні муніципалітети
- Карпінето-Сінелло
- Карункьо
- Пальмолі
- Сан-Буоно